# Câmpofeni
Câmpofeni – wieś w Rumunii, w okręgu Gorj, w gminie Arcani. W 2011 roku liczyła 329 mieszkańców.